# Emmanuel Halgan (amiral)
Pour les articles homonymes, voir Emmanuel Halgan.
Emmanuel Halgan, né à Donges le 31 décembre 1771, et mort à Paris le 20 avril 1852, est un vice-amiral et homme politique français, gouverneur de la Martinique (1834-1836) et pair de France.

## Biographie

### Sous l'Ancien Régime
Emmanuel Halgan est le fils de Cyprien Halgan, sieur de L'Avignon, avocat à la cour et sénéchal de la vicomté de Donges, et de dame Pélagie Renouard, dame de Kerrio. À peine âgé de seize ans, il s'embarqua comme volontaire dans la marine royale, fit ensuite quelques voyages au long cours comme lieutenant et second capitaine sur des navires de commerce.

### Sous la République
En 1793, il est officier à bord du brick de guerre le Curieux, qui lors de son retour des côtes d'Amérique la même année, est pris par une frégate britannique. De retour en France, il passe sur le vaisseau le Terrible (de 110 canons) puis sur divers autres bâtiments. Il fait comme enseigne et comme lieutenant plusieurs croisières de guerre avec succès, et il reçoit en 1798 de l'amiral Eustache Bruix le commandement du brick de guerre l’Aréthuse. En 1799, étant sur les côtes du Portugal et combattant contre un vaisseau de 74 canons, il démâte et doit se rendre. En 1800, Halgan arme et commande provisoirement la frégate la Clorinde (frégate de 18) ; il fait l'expédition de Saint-Domingue, en tant que second, sur cette même frégate et prend part aux engagements contre les forts du Limbé et du Port-de-Paix. De retour en France, il reçoit le commandement du brick de guerre l’Épervier, sur laquelle il a sous ses ordres, en qualité d'enseigne, le jeune Jérôme Bonaparte, frère de Napoléon et futur roi de Westphalie. Halgan prend à la Martinique le commandement de la corvette le Berceau (de 20 canons), revient en France et repart en 1803, sur le même bâtiment, pour porter dans les mers de l'Inde l'annonce de la guerre avec l'Angleterre. Trouvant à l'île Maurice l'escadre de l'amiral Linois, il la suit dans les mers de Chine méridionale et orientale, s'empare en cours de route du navire anglais de 1 500 tonneaux Countess of Sutherland, et l'expédie à l'île Maurice.
Le 3 décembre, aux côtes de Sumatra, il détruit de concert avec le capitaine Léonard Motard, commandant de la Sémillante (frégate de 12), les établissements de Pullo-Bay et les bâtiments réfugiés dans ce port. En se dirigeant vers les mers de la Chine avec l'amiral Linois, le capitaine Halgan décide celui-ci à passer par le détroit de Gaspar qu'il a étudié sur des cartes récentes. L'escadre française rencontre bientôt un convoi de la Compagnie anglaise des Indes orientales venant de Chine, composé de 29 indiamen que l'amiral confond avec des vaisseaux de ligne lors de la bataille de Poulo Aura (14 février 1804). Après une longue croisière marquée par un grand nombre de prises, Halgan, devenu capitaine de frégate, revient en Europe et reçoit le commandement de la Cybèle (frégate de 18). Au moment de partir sur cette frégate, il reçoit l'ordre de passer sur le vaisseau le Vétéran (de 74 canons), pour le commander en second sous les ordres du prince Jérôme Bonaparte. Ce vaisseau fait partie de l'escadre commandée par le contre-amiral Willaumez, et va jusqu'en vue du cap de Bonne-Espérance où il ne peut aborder, car la colonie venait d'être prise par les Britanniques. Le Vétéran est séparé de l'escadre et doit se réfugier à Concarneau.

### Sous le Premier Empire
Halgan commande la frégate l’Hortense, à l'affaire des brûlots en rade de l'île d'Aix, en avril 1809. Le combat a lieu du 11 au 12 avril 1809, et se solde par une victoire anglaise. Cette frégate est un des bâtiments qui réussissent à échapper au désastre.
Halgan refuse de quitter la marine pour suivre Jérôme Bonaparte à la cour de Westphalie, et reçoit, en 1812, le commandement de l'escadrille de la Meuse. En décembre 1813, il défend la place importante d'Helvoët-Sluis (ou Hellevoetsluis, Hollande), port militaire situé à l'embouchure de la Meuse, avec trois compagnies de marins de l'escadre de l'Escaut et une portion des équipages de sa flottille contre plusieurs milliers d'insurgés hollandais, soutenus par le 4e régiment d'infanterie étrangère et par des batteries de canons et d'obusiers tirés de la place de Brielle, dont les insurgés s'étaient rendus maîtres par surprise. Halgan organise la résistance, rétablit les défenses de la place, y débarque de la poudre, des matelots, des officiers, et fait désenclouer et remettre en batterie soixante bouches à feu. Les Hollandais sont repoussés. Napoléon témoigne sa satisfaction de la conduite de Halgan et de ses hommes. 
Toutefois, les progrès rapides des Alliés, après leur passage du Rhin, obligent le duc de Plaisance, qui commande en chef dans les départements du Nord, d'ordonner l'évacuation des places de la Hollande et du Brabant hollandais. Par suite de cette évacuation, la flottille de la Meuse est détruite dans le port de Willemstad, et Halgan, avec ses équipages, opère sa retraite sur Anvers. Pendant le siège de cette place, en 1814, il est chargé du commandement des bassins et, lors du bombardement, contribue à préserver de l'incendie les vaisseaux de la flotte française et les établissements de la marine.

### Sous la Restauration
À la paix, Halgan, commandant le vaisseau de ligne le Superbe, est chargé d'une mission aux Antilles françaises. Il commande ensuite, à diverses époques, des divisions navales dans les mers du Levant et de l'Amérique.

Le 3 mars 1817, il fait partie du conseil de guerre qui prononce la condamnation de Hugues Duroy de Chaumareys, capitaine de frégate, qui commanda et abandonna la Méduse, échouée le 2 juillet 1816, sur le banc d'Arguin (côte d'Afrique).

Il transporte en Orient en 1817 sur la frégate la Cléopâtre le comte de Forbin, les peintres Pierre Prévost et Léon Mathieu Cochereau, ainsi que l'architecte Jean-Nicolas Huyot.

Il commande ensuite une division navale dans les mers proches de l'Amérique, jusqu'en 1819, date à laquelle il est nommé directeur du personnel au ministère de la Marine. Il quitte cet emploi pour aller commander une escadre dans le Levant, puis il le reprend en 1824 et est nommé conseiller d'État. Halgan siège à la Chambre des députés de 1819 à 1830 et est promu Vice-amiral en 1829.
Le 17 juin 1827, l'expédition de Jules Dumont D'Urville découvre une nouvelle île, qu'il nomme île Halgan en l'honneur d'Emmanuel Halgan, qui assiste d'ailleurs aux obsèques de cet homme en mai 1842.

### Fin de carrière
En 1831 il préside la commission des signaux de la marine, et est gouverneur de la Martinique de 1834 à 1836. En 1837, il est nommé inspecteur général des ports de l'Océan et pair de France le 3 octobre de la même année. Placé dans la deuxième section du cadre de l'état-major de l'armée navale le 24 juin 1841, le Vice-amiral Halgan est élevé le 12 janvier 1845 à la dignité de grand-croix de la Légion d'honneur et directeur du dépôt des cartes le 12 janvier 1845. Le vice-amiral Halgan meurt à Paris le 20 avril 1852.

### Distinctions
- Chevalier de la Légion d'honneur le 14 juin 1804.
- Ordre du Mérite militaire du Wurtemberg en 1807.
- Officier de la Légion d'honneur le 25 juillet 1814.
- Chevalier de l'ordre de Saint-Louis le 18 août 1814.
- Commandeur de l'ordre de Saint-Louis le 28 avril 1821.
- Commandeur de la Légion d'honneur le 17 août 1822.
- Grand officier de la Légion d'honneur le 22 avril 1834.
- Grand-croix de la Légion d'honneur le 12 janvier 1845.
- Décoration de l'ordre de Dannebrog (d'après son portrait).

### Carrière militaire
- Enseigne le 22 septembre 1794
- Lieutenant de vaisseau le 10 octobre 1795
- Capitaine de frégate le 27 novembre 1802
- Capitaine de vaisseau le 23 septembre 1805
- Contre-amiral le 18 août 1819
- Vice-amiral le 13 septembre 1829

## Famille
Il épouse Marie-Louise Dardel de La Martinière, le 30 janvier 1801, à Nantes. Ils ont :
- Emmanuel Marie Joseph Halgan né le 19 mars 1802 à Nantes, docteur en droit, avocat, trésorier des invalides de la Marine à Nantes, président de la Société industrielle de Nantes, marié avec Stéphanie Brunet puis avec  Pauline Douault
  - Stéphane Halgan
  - Emmanuel Halgan (1839-1917)
- Caroline Halgan née en septembre 1809 à Fouras
- Paul Charles Halgan né le 14 juillet 1807 à Nantes
- Cyprien Constant Halgan né le 15 janvier 1814 à Nantes, chef du bureau des traites au ministère de la Marine et maître des requêtes au conseil d'État, marié avec Séraphine Rousselle
- Eugénie Halgan, épouse d'Ernest Douault
- Jérôme Halgan

Les ancêtres d'Emmanuel Halgan portaient le nom de famille Halgand orthographié avec un D final dans les registres paroissiaux, et étaient originaires des marais de La Grande Brière.

## Sources
- « Emmanuel Halgan (amiral) », dans Charles Mullié, Biographie des célébrités militaires des armées de terre et de mer de 1789 à 1850, 1852 [détail de l’édition]
- Louis Nicolas Philippe Auguste de Forbin, Voyage dans le Levant, 1819.
- Étienne Taillemite, Dictionnaire des marins français, Paris, éditions Tallandier, 2002, 573 p. (ISBN 2-84734-008-4)
- « Dictionnaire des parlementaires français de 1789 à 1889 », A.Robert, G.Cougny
- Fiche biographique sur le site de l'assemblée nationale
- Alphonse Rabbe, Claude-Augustin Vieilh de Boisjolin, et Sainte-Preuve (dir.), Biographie universelle et portative des contemporains, t. 2, Paris & Strasbourg, F.G. Levrault, 1834 [lire en ligne (page consultée le 15 novembre 2014)]
- Germain Sarrut et B. Saint-Edme, Biographie des hommes du jour, t. 4, p. 387, Paris, Pilout , 1838 [lire en ligne (page consultée le 15 novembre 2014)]
- Philippe Le Bas, France: Dictionnaire Encyclopédique, t. 9, p. 302, Paris, Firmin Didot Frères , 1843 [lire en ligne (page consultée le 15 novembre 2014)]
- Louis Gabriel Michaud (dir.), Biographie universelle ancienne et moderne, t. 18, Paris, Madame C. Desplaces et M. Michaud , 1857 [lire en ligne (page consultée le 15 novembre 2014)]
- François Charles Hugues Laurent Pouqueville , Histoire de la régénération de la Grèce, t. 3, Paris, Firmin Didot Père et Fils, 1824 [lire en ligne (page consultée le 15 novembre 2014)]
- A.-L. d'Harmonville (dir.) , Dictionnaire des dates, des faits, des lieux et des hommes historiques, t. 2, Paris, Alphonse Levasseur et Cie, 1845 [lire en ligne (page consultée le 15 novembre 2014)]
- Registres paroissiaux des Archives Départementales de Loire-Atlantique
- Dossier de la Légion d'Honneur LH/1259/29